# Vrba
Vrba (Salix) je obsáhlý rod dvoudomých opadavých dřevin z čeledi vrbovitých. Zahrnuje více než 400 druhů kosmopolitně rozšířených stromů, keřů i drobných keříčků, s převahou v mírných a chladných oblastech severní polokoule. Jejich determinace je často obtížná, rod patří mezi tzv. kritické taxony rostlin. Vrby obvykle rostou poblíž vody, v lužních lesích, na vlhkých loukách, v rašeliništích či podél vodních toků, ale též v alpínské vegetaci či v mrazové tundře. Vesměs jsou velmi náročné na světlo. Listy jsou čárkovité, kopinaté či vejčité, květy jsou uspořádány v jehnědách, plody jsou tobolky obsahující velké množství ochmýřených semen, která se šíří větrem. Kvetoucí jehnědy jsou opylovány převážně hmyzem.
Jako zdroj rychle obnovovaného dřeva a proutí jsou vrby odedávna využívány člověkem, vrbová kůra obsahuje léčivé látky. Patří k významným včelařským rostlinám. Využívány jsou v kořenových čističkách odpadních vod, stejně jako v okrasném zahradnictví a moderní architektuře. V kulturní historii bývají chápány jako symbol neplodnosti, cudnosti, truchlení a smrti, vrbové ratolesti ve formě kočiček jsou užívány také při některých předjarních a jarních slavnostech.
V české květeně se vyskytuje 22 původních druhů vrb, z toho jeden vyhynulý, a množství hybridů; dalších několik introdukovaných se pěstuje v kultuře a místy zplaňuje. Pověstná a v hospodářství po staletí využívaná je regenerační schopnost vrb: jsou schopny se obnovovat po opakovaném ořezávání i zakořeňováním opadaných větví. Měkké, pórovité, nepříliš trvanlivé dřevo vrb se užívá k výrobě celulózy, překližek, bedýnek, dříve též kriketových pálek, či jako palivo. Ohebné a různobarevné proutí se odedávna používá v košíkářství k výrobě ošatek, košů i rozličného nábytku.

## Popis

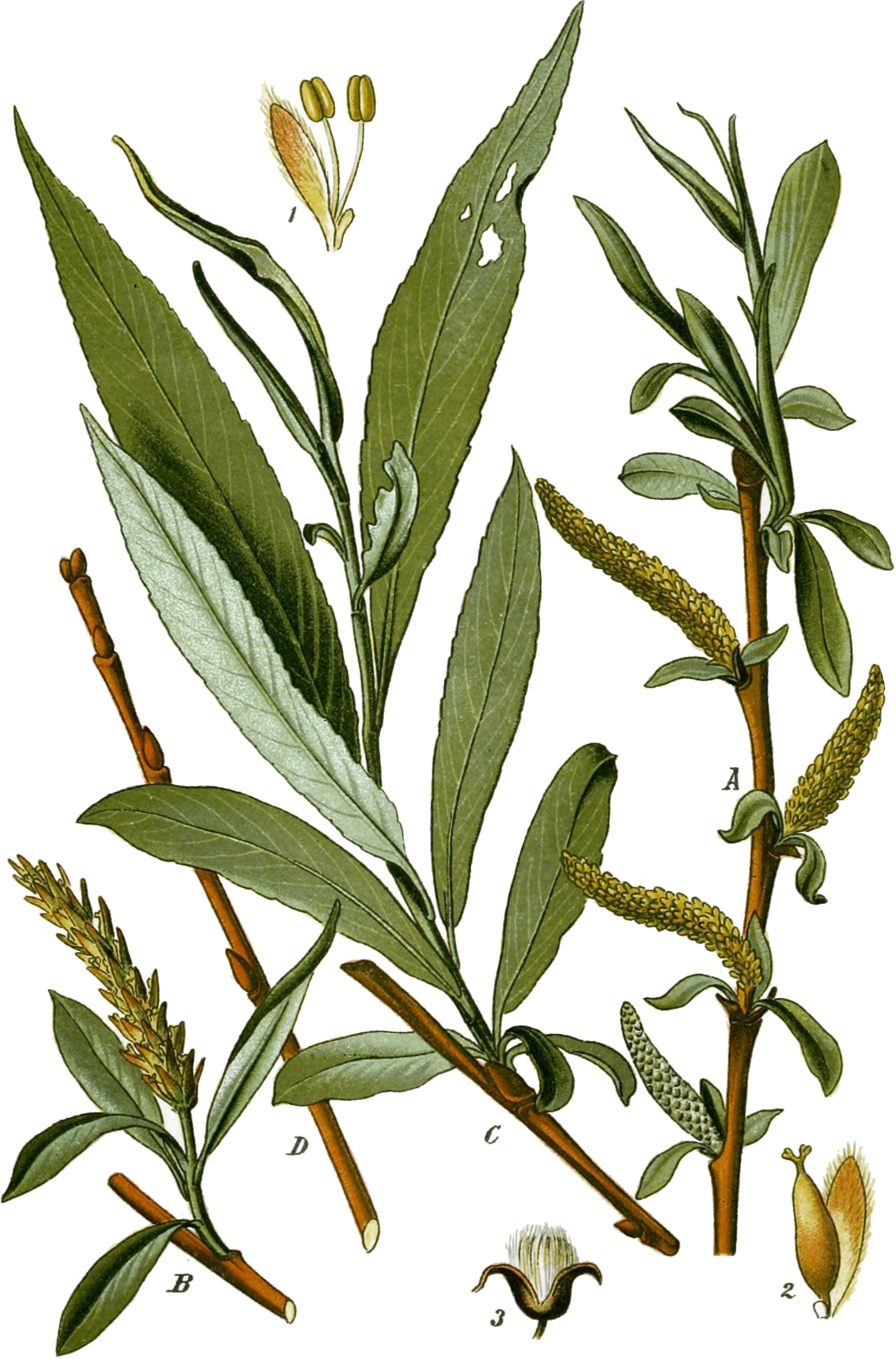
Botanická ilustrace – vrba bílá

### Vegetativní orgány
Vrby jsou opadavé dvoudomé stromy, keře i drobné keříčky s mohutným, spíše povrchově uloženým kořenovým systémem. Mnohé druhy jsou schopny vytvářet při změně terénu naplavením země přídatné kořeny i přes silnou borku. Mohou růst vzpřímeně, vystoupavě nebo být plazivé, jejich větve jsou vzpřímené nebo převislé. Stromové tvary jsou často vícekmenné, rychle rostoucí, jejich měkké pórovité dřevo však brzy vyhnívá, takže starší kmeny jsou často duté a snadno se lámou. Letorosty mohou být lysé, ojíněné či chlupaté. Přestože jsou obvykle pružné, u báze mohou být lámavé. Na dřevě jsou někdy vyvinuty podélné lišty, patrné po sloupnutí kůry; jsou důležitým určovacím znakem.
Pupeny mají zpravidla jednu šupinu, jen vzácně dvě. Střídavě, výjimečně i vstřícně vyrůstající listy jsou jednoduché a celistvé. Většinou mají krátký řapík a různě tvarované opadavé palisty. Listové čepele bývají tvaru čárkovitého až obvejčitého, okraje mají celokrajné nebo zubaté, někdy podvinuté; později vyvinuté listy jsou tvarově odlišné od nejnižších, primárních listů, tzv. katafylů.

### Generativní orgány

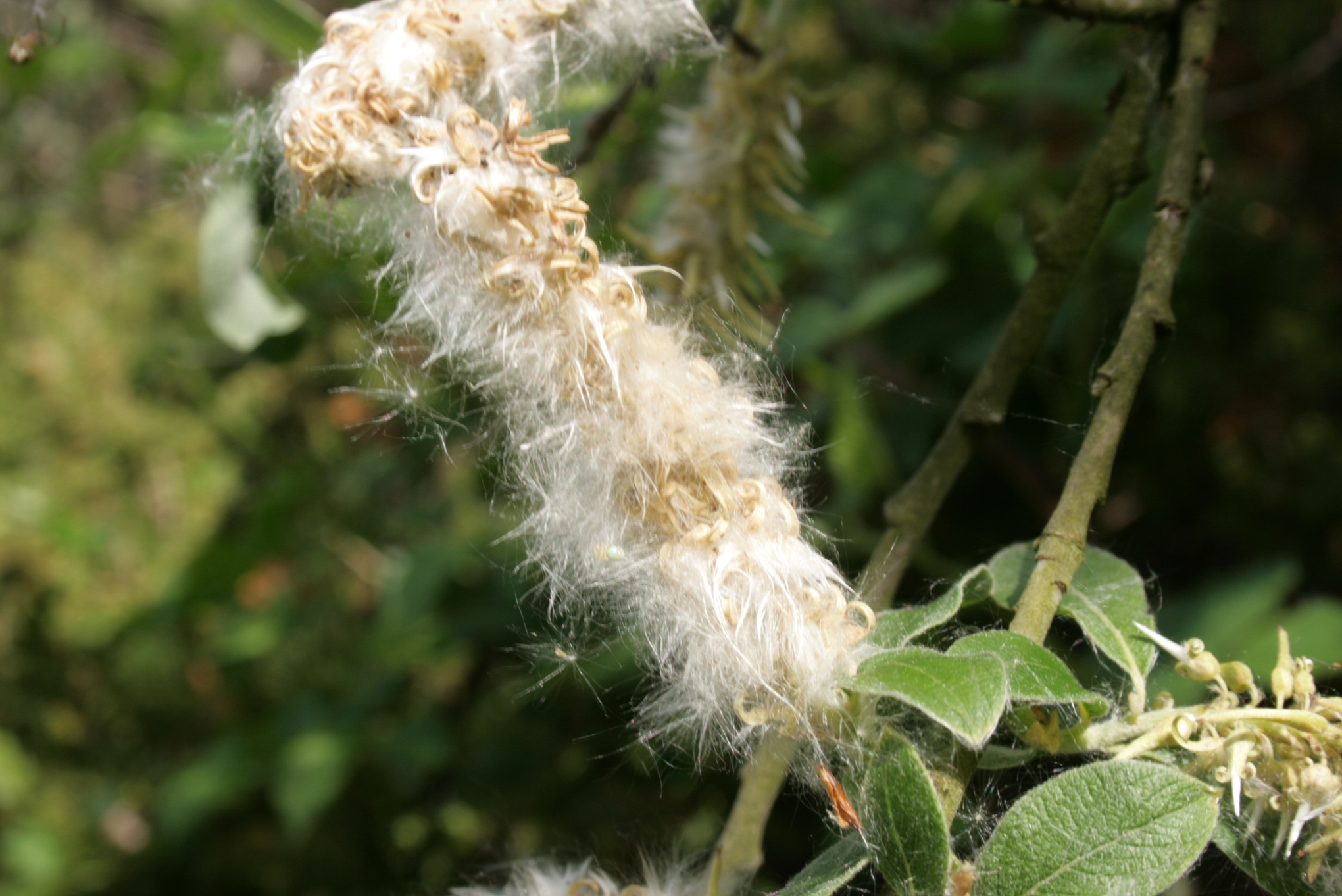
Praskající tobolka se zralými ochmýřenými semeny

Vzpřímená nebo převislá květenství, jehnědy, většinou na krátkých stopkách, jsou složena z jednopohlavných, silně redukovaných, bezobalných květů vyrůstajících v paždí listenů. Mívají tvar podlouhlý nebo téměř kulovitý, vyrůstají buď před rašením listů, zároveň s ním, nebo až po vyrašení. Samčí květy mají 2 až 12 tyčinek s volnými nebo částečně srostlými nitkami nesoucími prašníky. Samičí jsou vytvořeny parakarpním gyneceem srostlým ze dvou až čtyř plodolistů. Mají stopkatý nebo přisedlý jednodílný semeník s více vajíčky, malou čnělku a ohnutou dvoulaločnou bliznu. Mívají pohárkovitý terč pod květem nebo nektarové žlázky. U většiny vrb je větší počet samičích rostlin než samčích, byly zdokumentovány též odlišné ekologické preference obou pohlaví v rámci stejného druhu. Květy opyluje hmyz, některé navíc i vítr.
Plody jsou tobolky otvírající se dvěma zkrucujícími se chlopněmi. Obsahují velký počet (až 32) drobných, lysých semen opatřených chmýrem, která se dobře šíří větrem či vodou na velké vzdálenosti. Semena jsou bez endospermu a mají poměrně krátkou dobu klíčivosti.

## Ekologické vztahy

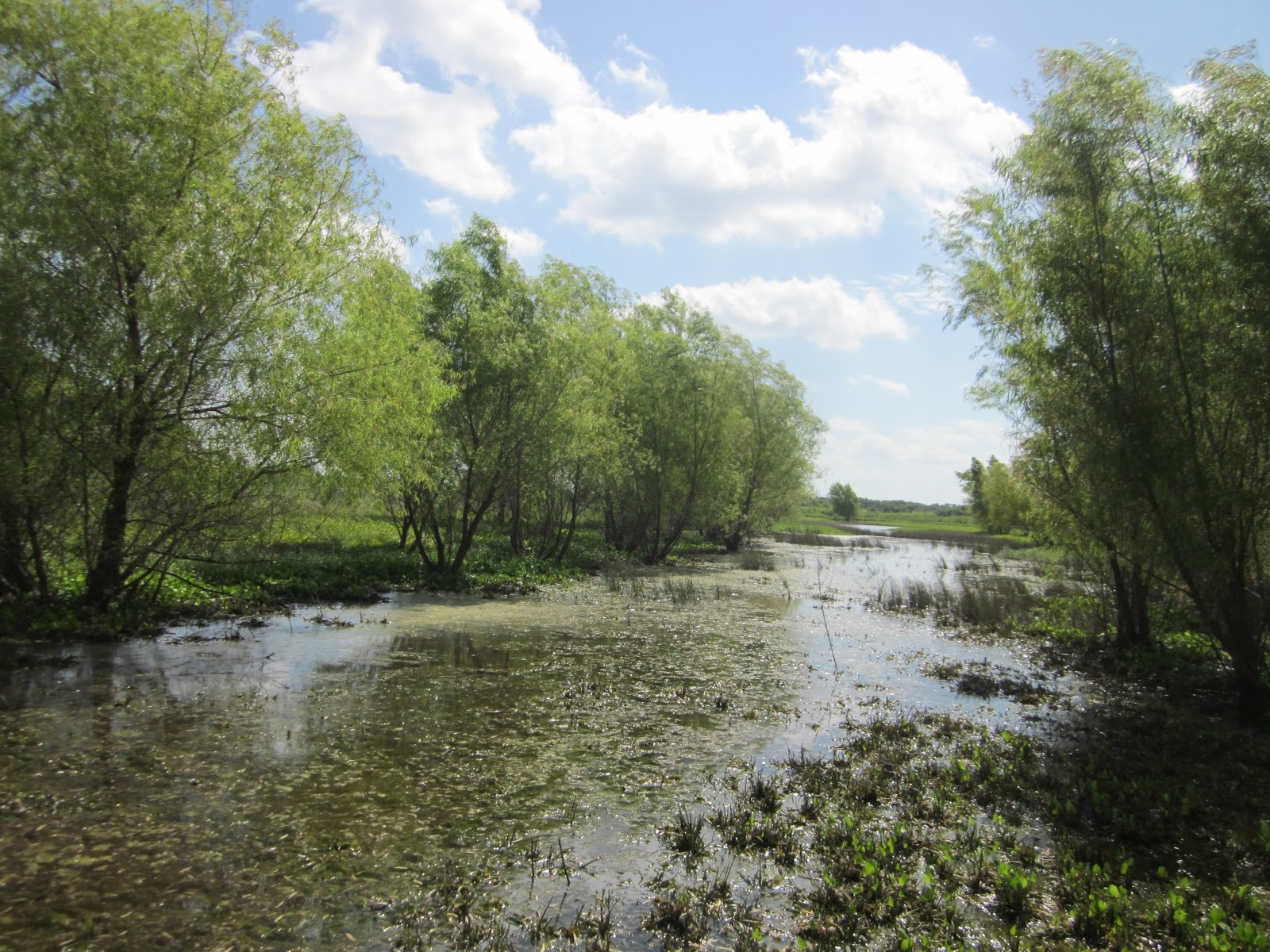
Porost vrby černé (Salix nigra) v Texasu

Nejobvyklejšími biotopy s výskytem vrb jsou v mírném pásu aluvia řek s proudící okysličenou podzemní vodou, a to jak nížinných, tak pahorkatinných a podhorských, břehové křoviny divočících řek se štěrkovými lavicemi nebo porosty lužních lesů, dále podmáčené a zrašelinělé louky, svahová prameniště a vrchoviště, stejně jako hlinité a štěrkové nánosy v okolí současných nebo zanesených říčních koryt. Ekologicky má většina druhů vrb vazbu na místa s dostatkem vody a světla. Při splnění těchto podmínek mohou růst i v nejrůznějších dalších biotopech: osídlují čerstvě uložené substráty, kde patří k pionýrským druhům, využívají též míst ovlivněných lidskou činností, vyrůstají na navážkách, pastvinách i orné půdě, v lomech či na železničních náspech. Některé druhy snášejí stagnující mokřadní vodu, jiné nikoli. Specifické nároky má vrba jíva, která netoleruje zamokření a naopak dobře roste i na vysychavých vápencových skalách, na lesních pasekách nebo ruderálních stanovištích. Trpasličí keříčkovité druhy vrb rostou ve sněhových vyležiscích a na vyfoukávaných skalách alpínského bezlesí, ve vegetaci horských roklí a strží, lavinových drah, ledovcových karů nebo v keříčkové vegetaci tundry.

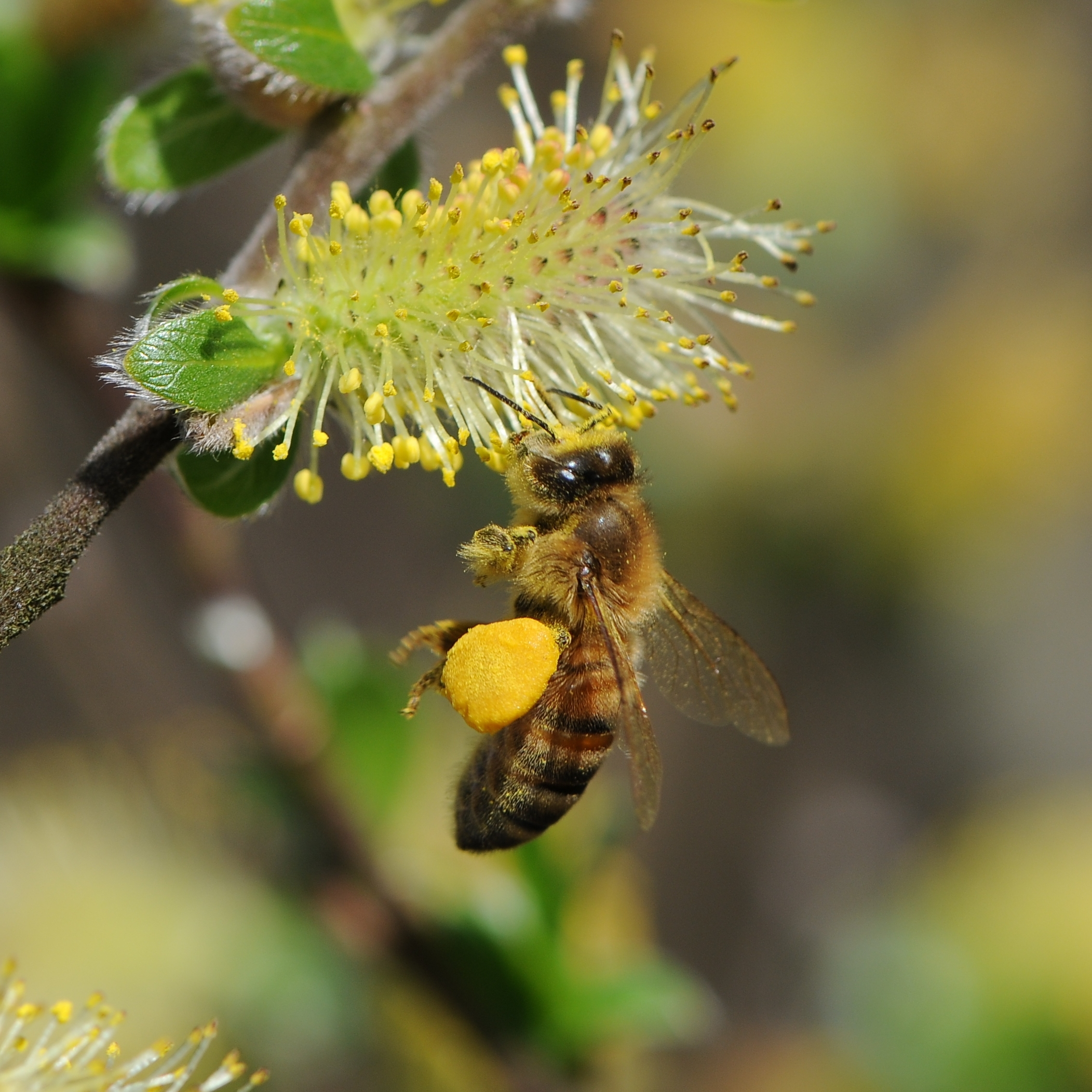
Brzy na jaře bývají kvetoucí jehnědy vrb hojně navštěvovány včelami

Mnoha druhům vrb je vlastní mykorhiza, která má různé podoby. Při první z nich – ektomykorhize – houba vytváří kolem kořene hyfový plášť a neproniká do kořene; při druhé houbová vlákna do kořene pronikají – ta se nazývá arbuskulární mykorhiza. Znám je také dosud málo prozkoumaný typ DSE mykorhizy (z anglického Dark Septate Endophytes). Rostlina při tomto soužití poskytuje houbě uhlík a energii, houba naopak rostlině vodu a některé minerály. Pro vrby žijící v nepříznivých přírodních podmínkách je mykorhiza nutnou součástí přežití.
Vrba je významnou medonosnou rostlinou vykvétající brzy z jara, opylujícímu hmyzu poskytuje hojnost výživného nektaru i pylu, a to často již v době, kdy jiné rostliny dosud nekvetou. Listy též hostí některé producenty medovice – červce a mšice. Vrbový med je jantarové až načervenalé barvy a pronikavé vůně, krystalizuje v hrubých krystalech. Své hálky mohou na listech vytvářet různí vlnovníci (Aculus spp.), listy a dřevem se živí housenky a larvy mnoha druhů motýlů a brouků, ve vykotlaných dutinách nalézají úkryt ptáci i drobnější savci. Z rostlinných parazitů jsou vrby někdy napadány jmelím (např. Viscum album subsp. album).

## Rozšíření

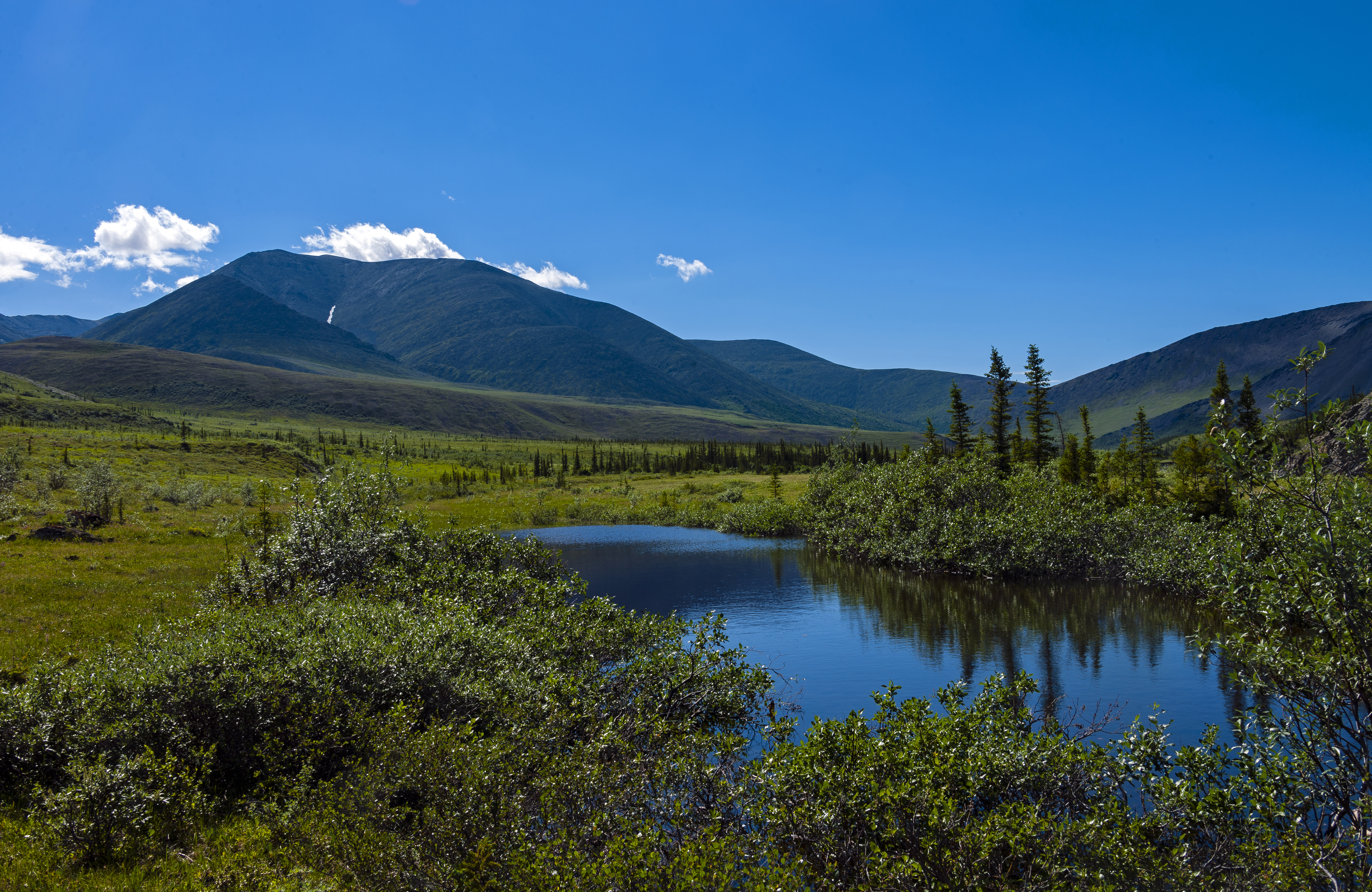
Vrbové porosty lemují vodní plochu v lesotundře kanadského teritoria Yukon

Vrby rostou téměř po celém světě, s těžištěm největšího rozšíření v Číně (270 druhů), na Sibiři a v přilehlých hornatých oblastech (120 druhů), v mírném až subarktickém pásmu Evropy (65 druhů) a Severní Ameriky. Dále se vyskytují v Japonsku, několik druhů též ve Střední a Jižní Americe, v Africe či na Středním východě. Pouze introdukovaně se vyskytují v Austrálii, na Novém Zélandu nebo na Kubě, chybí v Oceánii, jihovýchodní Asii, západní Africe a východní Brazílii. Obvyklým rysem je vikarizace a disjunkce, kdy na velkém území na sebe navazují spíše menší vzájemně sousedící areály jednotlivých druhů; tento jev lze vysvětlit fragmentací souvislého třetihorního areálu pleistocenním zaledněním.
Místo původu tohoto rodu je pravděpodobně v horách východní Asie, odkud se mírně rozšířil do tropů, hodně po mírném pásmu a později i do Arktických oblastí. V dobách ledových ustupoval ze severu a v dobách meziledových se vracel zpět k severu. Přitom docházelo k hybridizaci mezi izolovanými populacemi. Po ustoupení ledovců byly vrby schopné díky svým větrem roznášeným semenům obsadit jako jedny z prvních rostlin biotopy uvolněné po ledovcích.
Vysokohorské druhy jsou glaciálním reliktem arktického původu. Při poslední době ledové již neleželo naše území pod ledovcovým příkrovem, a mj. právě tyto vrby se dokázaly tvrdým životním podmínkám tundry přizpůsobit a přežít. S nástupem teplejšího klimatu však přežily v silné konkurenci většinou jen ty, které rostly vysoko v horách nebo v jiných nehostinných prostředích, např. v rašeliništích, vřesovištích, nebo bažinatých územích.

### Česká květena
V české květeně se vyskytuje 21 původních druhů vrb a množství jejich kříženců. Na celém území jsou hojné vrba jíva (Salix caprea) a vrba křehká (Salix euxina), podél vod a v měkkých luzích nižších poloh též vrba bílá (Salix alba) a její hybrid vrba červenavá (Salix ×rubens, resp. Salix ×fragilis). V křovinách podél vodních toků je běžná vrba trojmužná (Salix triandra) nebo košíkářská (Salix viminalis), mokřadní společenstva porůstá především vrba popelavá (Salix cinerea), vrba ušatá (Salix aurita) nebo vrba pětimužná (Salix pentandra), která může nabývat charakteru jak keře, tak stromu. Vysokohorské keříčkovité druhy vrb jsou na českém území vesměs silně až kriticky ohroženými glaciálními relikty (viz níže kapitola o ohrožení), které se vyskytují jen na několika málo místech, často pouze v jednopohlavných zbytkových populacích. Celkový počet taxonů vrb zaznamenaných v české květeně, včetně hybridů a zplanělých pěstovaných druhů, dosahuje čísla 74.

## Taxonomie a systematika

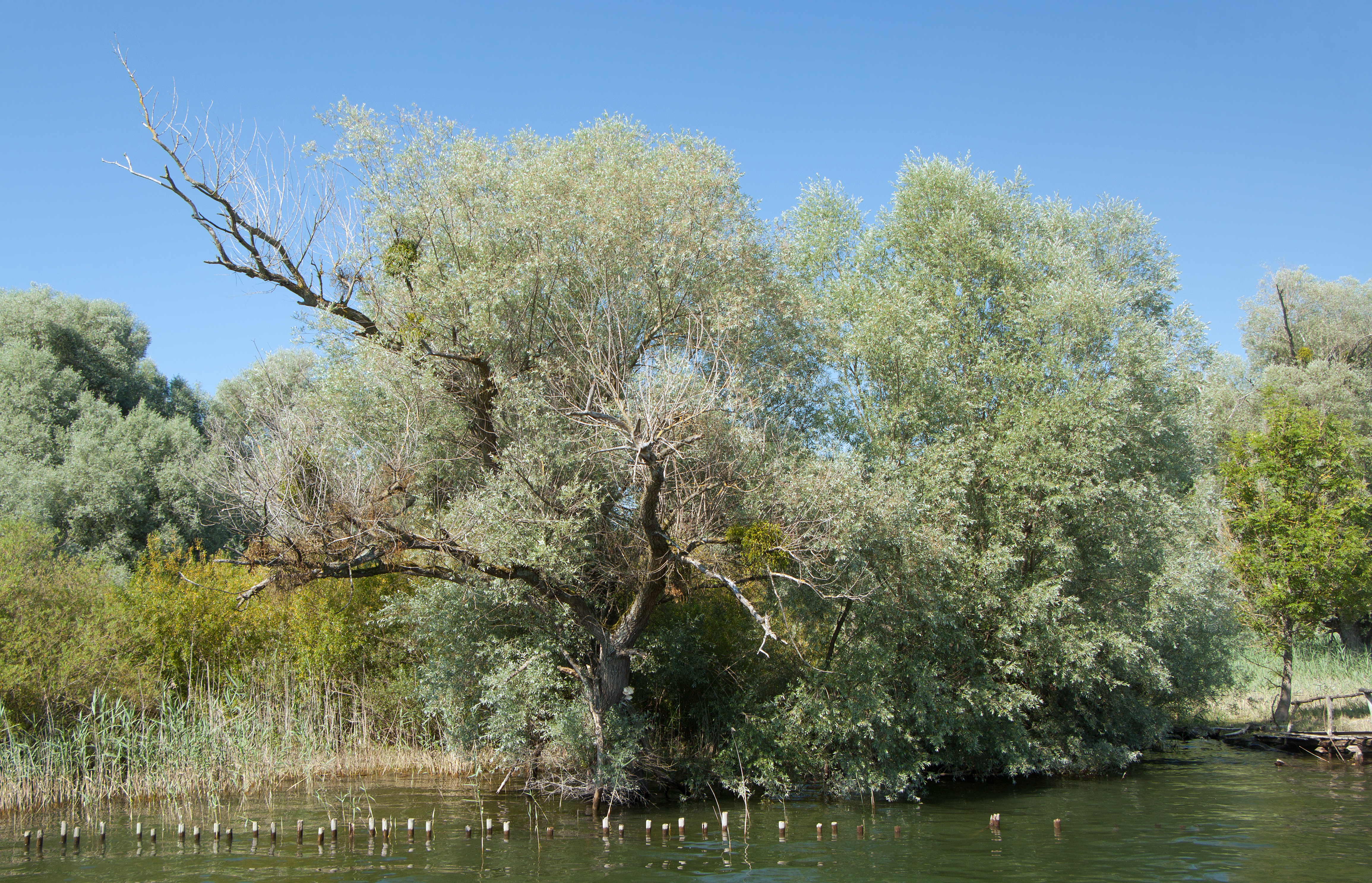
Vrba bílá (Salix alba)

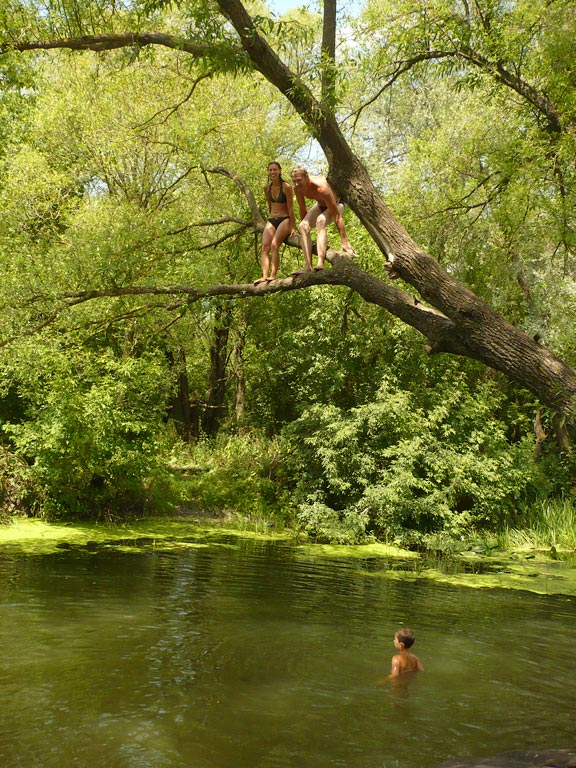
Vrby naklánějící se nad vodu za světlem tvoří malebná zákoutí s oblibou navštěvovaná lidmi (vrba křehká)

Rod vrba je velice široký a patří k značně problematickým skupinám rostlin – k tzv. kritickým taxonům. Názory na počet druhů jsou dosti odlišné, uvádí se rozmezí 300–550 druhů. Databáze botanických zahrad v Kew uznává 397 druhů včetně hybridních. Důvodem je obtížná determinace způsobovaná velkou genetickou a morfologickou variabilitou, mnohdy nezřetelnými určovacími znaky a také možným mezidruhovým křížením, mnohdy zpětným a násobným. Blízce příbuzné druhy se na překryvu areálů lehce kříží mezi sebou a vznikají hybridní roje. Odlišit zpětné a vícenásobné křížence od rodičovských druhů bývá velmi složité, mnohdy téměř nemožné. Někde převažují počty fertilních kříženců nad mateřskými rostlinami. Přesto se však zdá, že význam hybridizace byl v minulosti dosti přeceňován (jako hybridi byli popisování morfologicky proměnliví jedinci téhož druhu) a ke skutečně masivnímu křížení dochází v přirozených podmínkách spíše zřídka.
Mezi hlavní faktory přispívající k velké genetické variabilitě patří dvoudomost, šíření semen při generativním rozmnožování na velké vzdálenosti, krátká generační doba, dlouholetý klonální životní cyklus a dobrá plodnost. Rostliny obvykle kombinují pohlavní způsob reprodukce s nepohlavním. Většina druhů je navíc hodně plastická, může se vyskytovat jako keřík nebo strom, mít okraj listů celistvý nebo pilovitý apod. Tyto vlastnosti jsou ovlivněny prostředím, což zvyšuje problémy při identifikaci druhů.
Základním chromozómovým číslem je x=19, pro vrbu trojmužnou bývá udáváno x=22. Převážná většina druhů je diploidních (2n=38), velké stromové vrby podrodu Salix jsou tetraploidní (2n=76). V menší míře se vyskytuje polyploidie (hexa-, okto, deka- a dokonce dodekaploidie u druhu Salix maccalliana s 2n=12x=228).
Systematické pojetí rodu Salix se může značně lišit podle autora a jeho geografické příslušnosti a v minulosti nabývala mnoha podob, včetně rozdělení zástupců do několika různých rodů. V evropském prostoru je široce přijímána klasifikace ruského biologa Skvorcova, v němž je rod dělen do tří podrodů: Salix subgen. Salix, Salix subgen. Vetrix a Salix subgen. Chamaetia, každý je dále rozdělen do sekcí. Nový pohled na rod přinesly molekulární výzkumy, podle nichž je do něho v rámci zachování monofylie nutno začlenit ještě dosavadní drobné rody Chosenia (korejanka) a Toisusu. Dále byla prokázána existence čtyř hlavních vývojových větví: první, bazální, odpovídá zhruba tradičnímu podrodu Salix a dělí se dál na euroasijskou a americkou větev, druhá zahrnuje jeho dosavadní sekci Triandrae, třetí dva zmíněné malé rody a konečně čtvrtá obsahuje množství minimálně diferencovaných, a tedy často obtížně rozlišitelných keřovitých druhů z podrodů Vetrix a Chamaetia, které je tedy záhodno sloučit do jediného podrodu. Lektotypem rodu je vrba bílá (Salix alba), sesterským rodem, tedy takovým, s nímž sdílí právě jednoho společného předka, je topol (Populus).

### Vybrané druhy

#### Salixsubgen.Salix
Obvykle stromy, kvetou až po olistění, v květech mají 2 až 12 tyčinek a dvě nektaria; vyvinuly se již v eocénu jako nejstarší skupina vrb.
- Vrba babylónská (Salix babylonica) – Čína, Korea (včetně taxonu vrba Matsudova – Salix matsudana)
- Vrba bílá (Salix alba) – Evropa, severní Afrika, jihozápadní Asie, Kavkaz, Sibiř, Čína
- Vrba křehká (Salix euxina) – Evropa, západní Sibiř
- Vrba pětimužná (Salix pentandra) – Evropa, Sibiř, Mongolsko, severní Čína
- Vrba černá (Salix nigra) – východní část severní Ameriky, Mexiko
- Vrba dlouholistá (vrba vnitrozemská) (Salix interior) – Severní Amerika od Arktidy po Mexiko
- Vrba lesklá (Salix lucida) – východní Kanada, USA
- Vrba poříční (Salix melanopsis) – pacifická Severní Amerika
- Vrba trojmužná (Salix triandra) – většina temperátní Eurasie

#### Salixsubgen.Vetrix

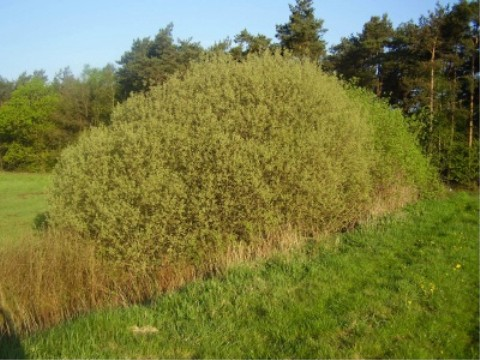
Typický habitus vrby popelavé (Salix cinerea)

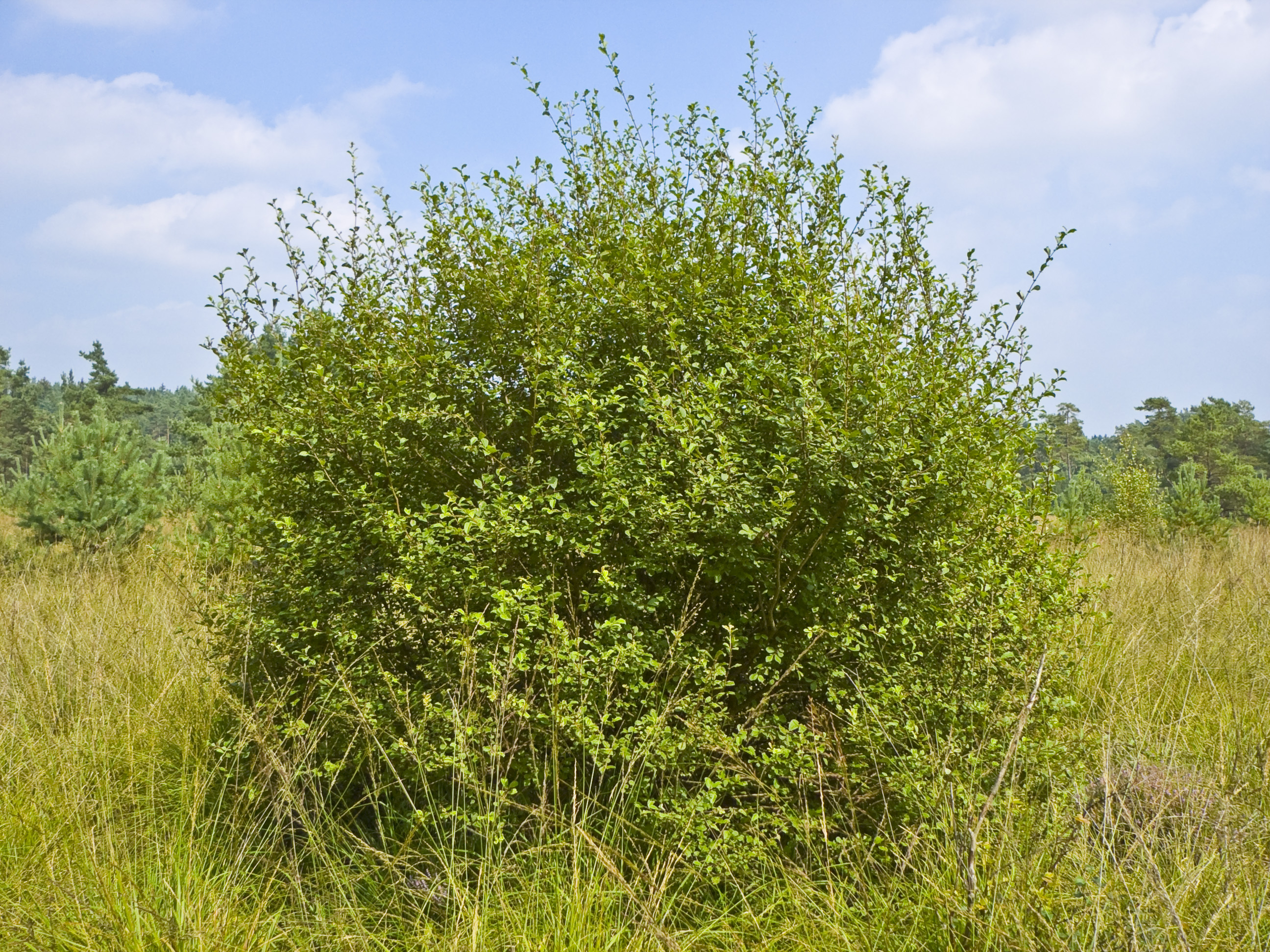
Vrba ušatá (Salix aurita)

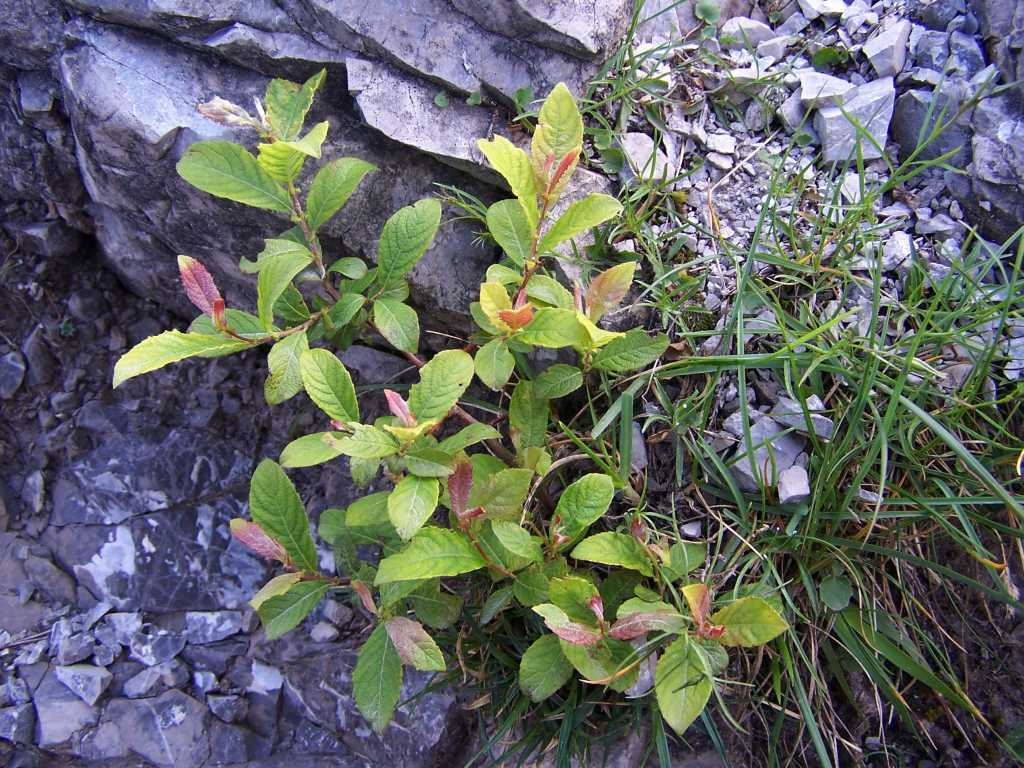
Vrba slezská (Salix silesiaca)

Keře nebo nepříliš statné stromy, kvetou před nebo současně s rašením listů, nejpočetnější podrod s velmi častou hybridizací; vyvinuly se v oligocénu, jejich největší rozmach však nastal až ve čtvrtohorách.
- Vrba bledá (Salix starkeana ) – temperátní Evropa
- Vrba bobkolistá (Salix phylicifolia) – severní Evropa, Sibiř, Kavkaz
- Vrba celolistá (Salix integra) – východní Asie
- Vrba černající (Salix myrsinifolia) – Evropa, západní Sibiř
- Vrba dvoubarvá (Salix bicolor) – Evropa
- Vrba hrotolistá (Salix hastata) – Eurasie, Aljaška
- Vrba jíva (Salix caprea) – Evropa, západní a Střední Asie
- Vrba kanárská (Salix canariensis) – endemit Kanárských ostrovů
- Vrba košíkářská (Salix viminalis) – temperátní Eurasie
- Vrba laponská (Salix lapponum) – horské oblasti Evropy, Střední Asie, Sibiř
- Vrba lýkovcová (Salix daphnoides) – Evropa
- Vrba nachová (Salix purpurea) – Evropa, severní Afrika
- Vrba plazivá (Salix repens) – Evropa
- Vrba popelavá (Salix cinerea) – Evropa, západní a Střední Asie
- Vrba rozmarýnolistá (Salix rosmarinifolia) – Evropa, Střední Asie
- Vrba slezská (Salix silesiaca) – střední a jihovýchodní Evropa
- Vrba srdčitá (Salix cordata) – východní Kanada, severovýchod USA
- Vrba šedá (Salix elaeagnos) – Evropa, severní Afrika
- Vrba špičatolistá (Salix acutifolia) – severní a východní Evropa, Kazachstán
- Vrba švýcarská (Salix helvetica) – Alpy, Karpaty, Balkán
- Vrba ušatá (Salix aurita) – Evropa
- Vrba velkolistá (Salix appendiculata) – hory střední Evropy
- Vrba vlnatá (Salix lanata) – arktická severní Evropa, Sibiř

#### Salixsubgen.Chamaetia

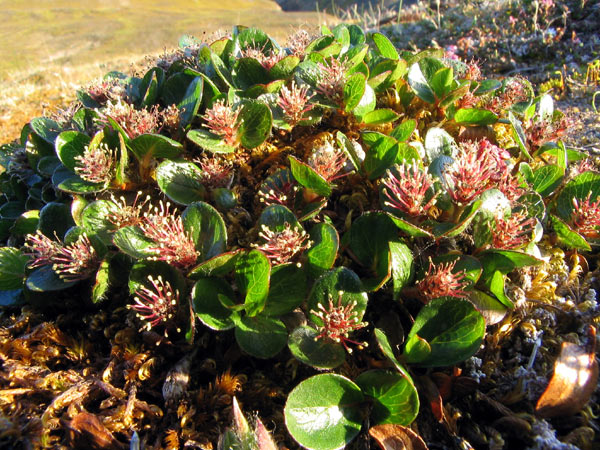
Samičí vrba polární (Salix polaris)

Drobné plazivé keříčky alpínských podmínek, v ČR některé jako glaciální relikty arktického původu; kvetou po plném olistění.
- Vrba borůvkovitá (Salix myrtilloides) – temperátní Eurasie
- Vrba bylinná (Salix herbacea) – Evropa, Grónsko, arktická Amerika, Labrador
- Vrba síťnatá (Salix reticulata) – temperátní a boreální Eurasie, arktická Amerika, Kanada
- Vrba oděná (Salix vestita) – Čína, Mongolsko, Sibiř, arktická Amerika, Skalnaté hory
- Vrba arktická (Salix arctica) – Sibiř, Aljaška, Kanada
- Vrba alpská (Salix alpina) – Alpy a Karpaty
- Vrba horská (Salix myrsinites) – severní Evropa
- Vrba penízkovitá (Salix nummularia) – Sibiř, Mongolsko, východní Asie, Aljaška
- Vrba polární (Salix polaris) – Skandinávie, Sibiř, arktická Amerika
- Vrba uťatá (Salix retusa) – Evropa[4][10][5][16][17][18]

## Ohrožení

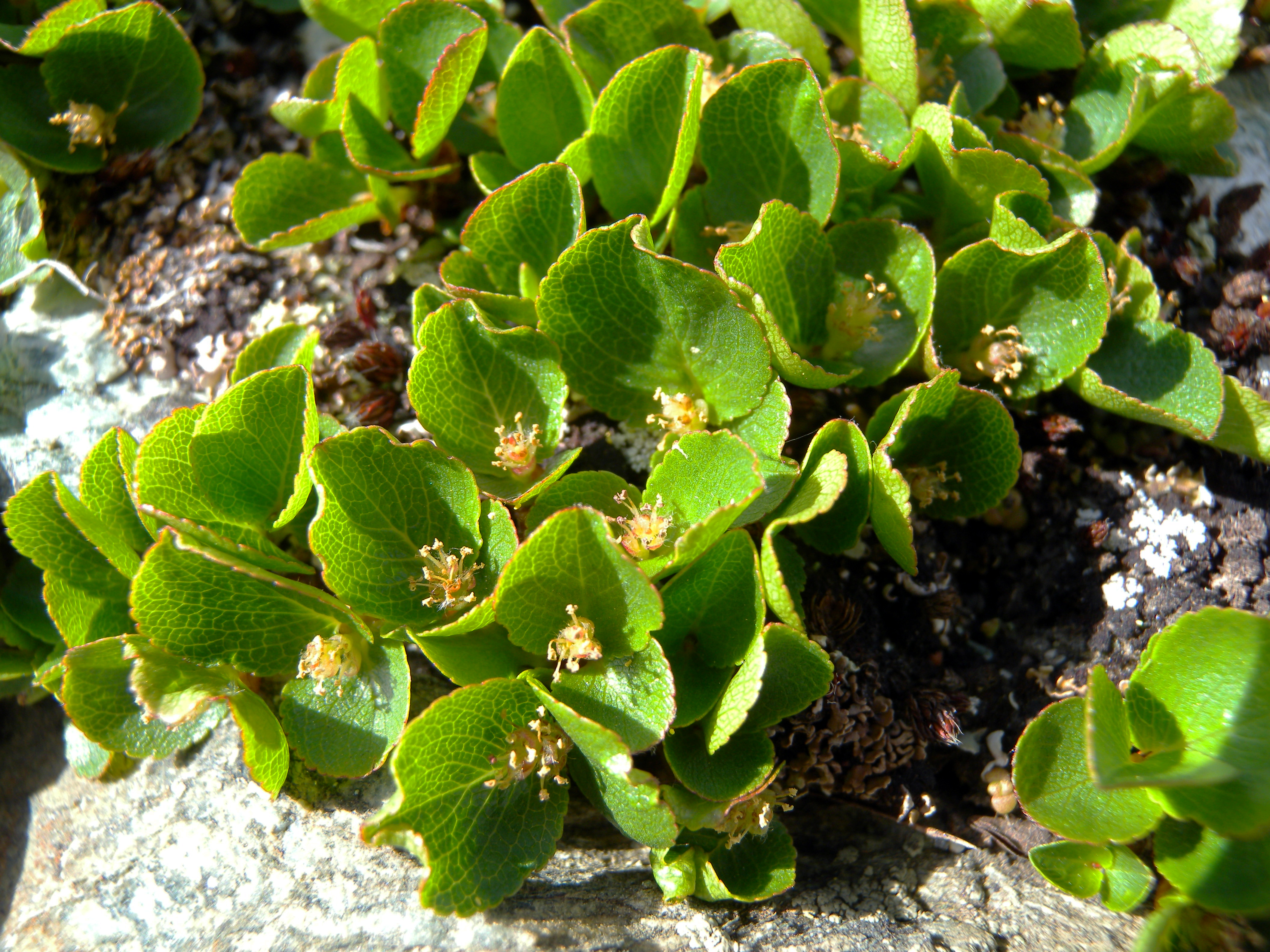
Samčí jedinec vrby bylinné (Salix herbacea)

Ohrožení mnoha druhů vrb je dáno přirozenou vzácností jejich izolovaných, prostorově omezených reliktních stanovišť. Další jsou negativně zasahovány úbytkem vhodných biotopů vlivem lidské činnosti: regulací řek a mizením štěrkových lavic a náplavů, likvidací lužních porostů a změnou vodního režimu toků, ničením rašelinišť a slatinišť nebo vysoušením a následnou zástavbou vlhkých luk.
Příloha č. II „Vyhlášky ministerstva životního prostředí ČR č. 395/1992 Sb. Seznam zvláště chráněných druhů rostlin“ stanovila, že kriticky ohroženým druhem jsou vrba borůvkovitá, vrba bylinná, vrba černající, vrba dvoubarvá a vrba laponská; silně ohroženým druhem vrba velkolistá a ohroženým druhem je vrba plazivá. Červený seznam ohrožených druhů cévnatých rostlin České republiky z roku 2017 vede v kategorii kriticky ohrožených druhů (CR/C1) vrbu borůvkovitou, vrbu bylinnou, vrbu černající, vrbu dvoubarvou a vrbu laponskou krkonošskou; jako silně ohrožený druh (EN/C2) vrbu velkolistou, vrbu lýkovcovou, vrbu laponskou pravou, vrbu šedou a vrbu hrotolistou. V kategorii ohrožených, resp. zranitelných druhů (VU/C3) je zde vedena vrba plazivá a vrba rozmarýnolistá. Vymřelým taxonem je v ČR vrba bledá. Celosvětově však vrby mezi vážně ohrožené taxony nepatří, naopak mnohé druhy patří díky své schopnosti snadného šíření k nebezpečným invazním rostlinám v oblastech, kam byly zavlečeny, například v Austrálii nebo Severní Americe.

## Význam a využití

### Dřevo a proutí

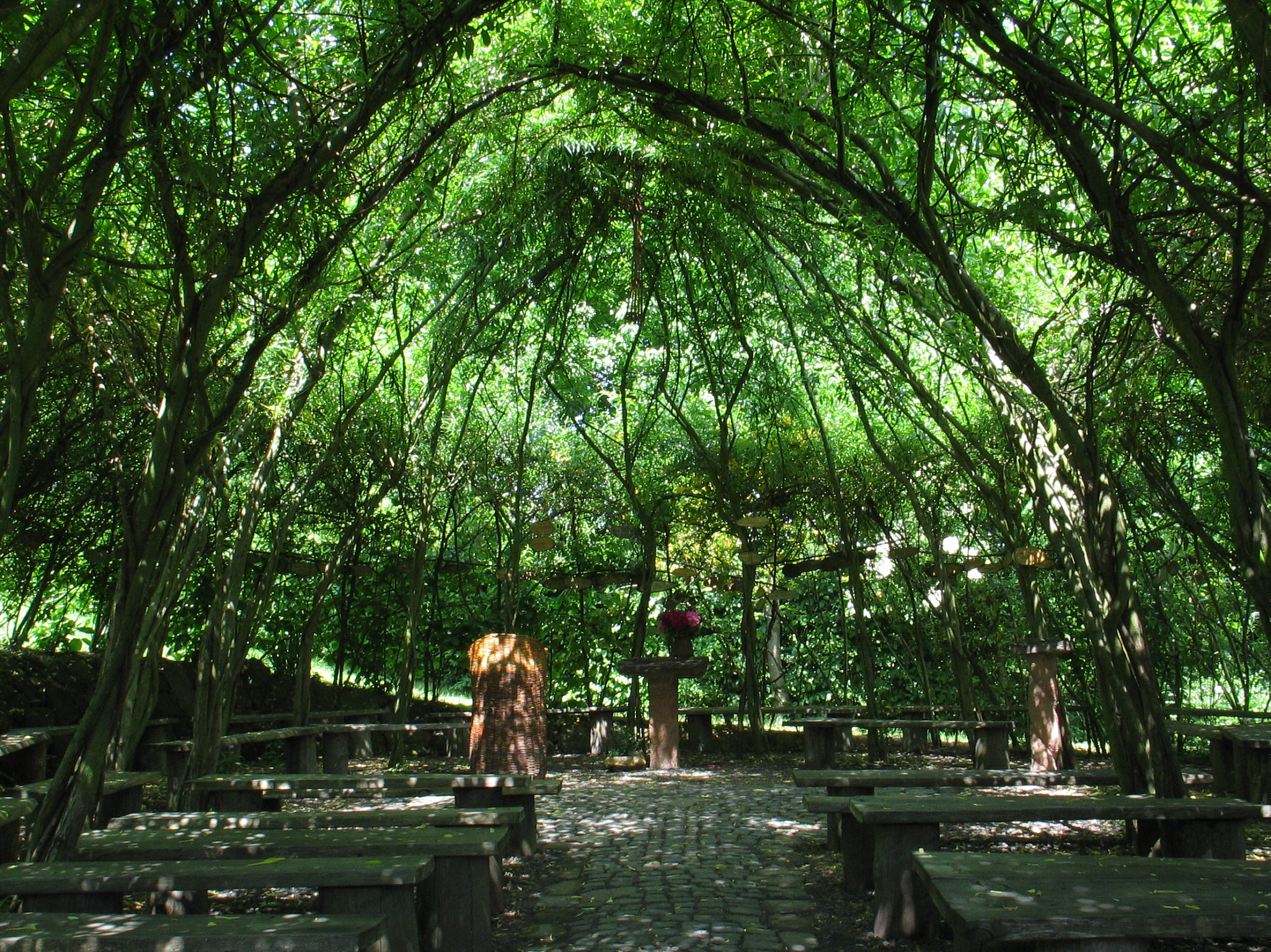
Interiér „vrbového kostela“ v německém Steinbergu

Vrba se po mnoho tisíciletí využívá jako zdroj měkkého, pórovitého, nepříliš kvalitního, zato však rychle se obnovujícího dřeva. Význam má v tomto směru v Evropě především vrba bílá, v Americe pak stromová vrba černá (Salix nigra), v menší míře také vrba křehká, vrba jíva či některé větší keřovité druhy. Vrbové dřevo se užívá k výrobě celulózy, překližek, bedýnek, zápalek, kriketových pálek či různých drobných užitkových předmětů. Vzhledem k nízké hustotě a širokým letokruhům, z nichž se vydroluje vlákno, se špatně strojově opracovává a je málo trvanlivé. Často slouží jen jako palivo. Ceněno je ohebné a různobarevné proutí vrb, které se odedávna používá k výrobě ošatek, košů, nůší i rozličného nábytku, ale též zaplétaných plotů či různých prostorových instalací. Nejkvalitnější proutí poskytuje vrba košíkářská, trojmužná a bílá; jejich pravidelným ořezáváním vznikají typické hlavaté vrby. Keře pro tyto účely se pěstují ve speciálních výsadbách nazývaných prutníky. Z vrbového proutí se také vyrábějí pomlázky, z tlustších prutů se pak mohou vyrábět píšťalky.
Vrby jakožto rychle rostoucí dřeviny se pěstují pro produkci biomasy k energetickým nebo i krmným účelům, jejich listy i mladé výhonky někdy slouží jako potrava pro dobytek, ovce i soby. Módní a ekologickou záležitostí je vrbové stavitelství, kdy stavba založená z vrbového proutí po jeho zakořenění postupně obrůstá listy a zapojuje se; lze takto vytvářet například zahradní altány, paravány, tunely a labyrinty pro děti či originální sochy.

### Okrasné a užitkové výsadby

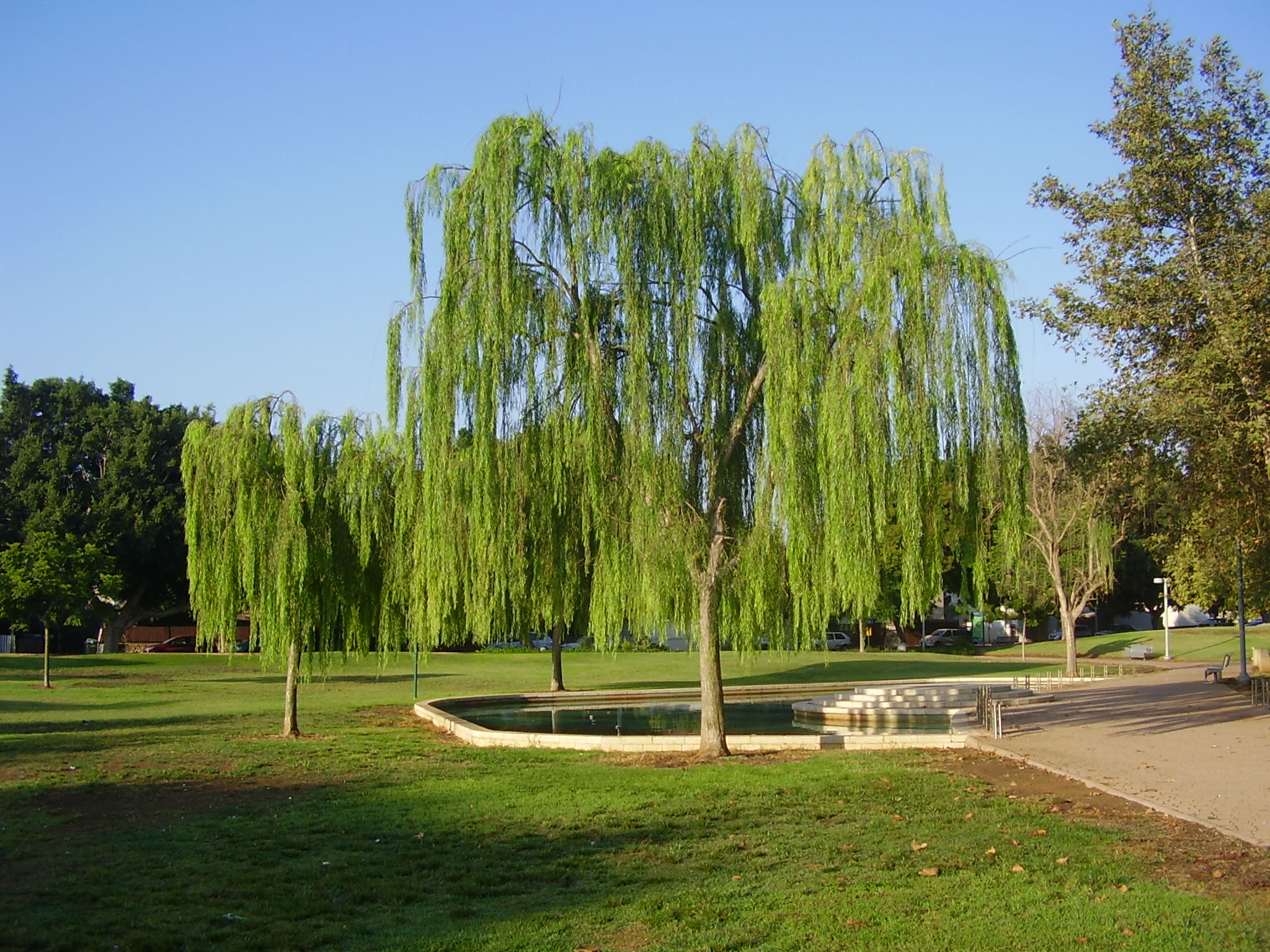
Vrba babylónská je v teplejších oblastech často pěstována jako parková dřevina

Mnohé druhy se pro svůj vzhled vysazují jako okrasné dřeviny v parcích, především ty s převislým („smutečním“) habitem, jako jsou vrba babylónská, smuteční kultivary vrby bílé nebo hybridní vrba náhrobní (Salix ×sepulcralis). Existují též převislé (penduloidní) kultivary jiných druhů. Oblíbené jsou červenobílé listy kultivarů vrby celolisté nebo kultivary vrby Matsudovy s kroucenými větvemi (Salix matsudana var. tortuosa). Drobnější, pomalu rostoucí keříčkovité druhy lze pěstovat jako skalničky. Okrasným účinkem je habitus, jarní kvetení, olistění, v bezlistém stavu též různě barevné mladé letorosty (v různých odstínech červenofialové, žluté, zelené nebo hnědé). V krajinářských úpravách působí romanticky též vykotlané, pokroucené kmeny starých stromů, významným krajinotvorným prvkem jsou řady hlavatých vrb okolo potoků a vesnických návsí. Podzimní zbarvení listů je většinou žluté či žlutohnědé, nepříliš nápadné.
Schopnost vrb vázat toxiny, akumulovat těžké kovy a osidlovat i kontaminovanou půdu lze využít v kořenových čistírnách a při fytoremediacích. Rychle rostoucí a snadno se ujímající vrbové výsadby mohou sloužit též jako větrolamy, dálniční bariéry, ke zpevňování vodních břehů či svahů nebo k vysoušení podmáčených půd. Rostliny se uměle snadno množí převážně bylinnými řízky.

### Léčitelství
V léčitelství je užívána vrbová kůra, která se sklízí na jaře sloupáváním z dvouletých až tříletých tenkých větví. Sušená droga obsahuje flavonoidy, šťavelany a vysoké procento tříslovin, dále také glykosidy salicin, salicinerin či populin. Salicin je využíván pro výrobu kyseliny salicylové, z níž byl roku 1899 synteticky připraven aspirin. V lidovém léčitelství se z kůry připravují odvary, které účinkují jako antipyretikum, antirevmatikum a analgetikum: snižují teplotu, tiší bolesti, léčí nespavost, průjem i revma. Kůra se také používá jako diuretikum. Při vnějším užití se aplikuje proti kožním plísním, pocení a na nehojící se rány. Vrbové kůry se dříve užívalo také k vydělávání kůží.

### Kulturní význam

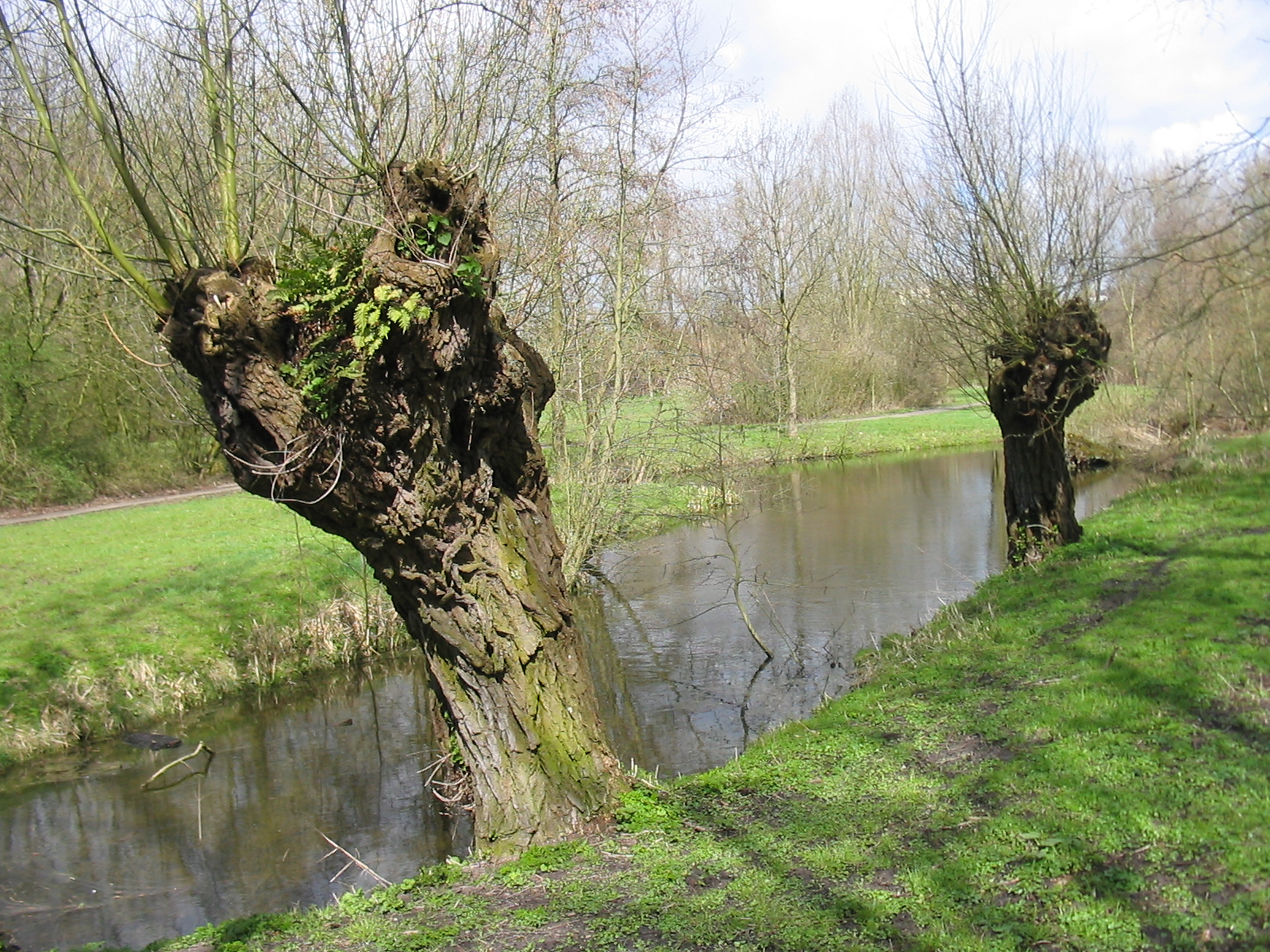
Typické tvary hlavatých vrb inspirovaly fantazii mnoha umělců

V evropské kulturní tradici jsou vrby chápány jako symbol neplodnosti, cudnosti, smutku a smrti. Motiv neplodnosti či neužitečnosti souvisí s nevýrazností květů a plodů vrby, jež tak byla často chápána jako sterilní, a objevuje se například u Homéra, Goetheho či Spensera, ale také v perské poesii. Kombinace symboliky neplodnosti a smrti spojila vrby také s motivem panny umírající bez toho, aby poznala fyzickou lásku a zplodila děti, či s příběhy o mladých milencích a jejich smrti: motiv vrby se objevuje v souvislosti s Shakespearovou Ofélií i Desdemonou, v mnoha anglických a irských baladách nebo v Erbenově baladě Vrba. Neplodnost je někdy nahrazena cudností – během athénské slavnosti Thesmoforia ženy seděly na vrbových nosítkách, čímž měla být utlumena jejich sexuální touha.
Spojení vrb se smrtí obecně se objevuje opět u Homéra – v Odysseii je zmíněn Persefonin háj tvořený vrbami a topoly, jež leží u bran podsvětí, Apollónios Rhodský v Argonautice uvádí, že posvátný háj čarodějnice Kirké byl tvořen vrbami, na jejichž korunách byla zavěšena mrtvá těla. Vergilius ve svých Zpěvech rolnických zase spojuje vrby s truchlením, stejně tak je tomu v biblickém žalmu 137. Ve Velké Británii bylo spojení mezi vrbou a zoufalými milenci v 18. století nahrazeno obecnou symbolikou zármutku, snad v souvislosti s rozšířením smutečních vrb z Číny.
Vrbové ratolesti ve formě kočiček jsou užívány také při některých předjarních a jarních slavnostech: při čínském Novém roce a perském Nourúzu. V některých zemích, především slovanských, ale také v katolickém Bavorsku a Rakousku nebo ve Finsku a Pobaltí, jsou užívány při oslavách velikonoční Květné-Palmové neděle jako náhrada tradičních palmových ratolestí, které jsou v daném prostřední nedostupné.
Mezi další příklady významu vrby v náboženství nebo kultuře náleží například:
- užití olistěné vrbové ratolesti zvané arava při židovském svátku Sukot;
- sail „vrba“ je jméno jednoho z písmen irského ogamu;
- u Slovanů měla vrba, stejně jako topol osika a bez černý, dvojznačnou povahu – byla spojována se zlovolnými silami, ale zároveň s ochranou proti nim;[39]
- jako heraldická figura symbolizuje vrba bolest, smutek, vzdor a schopnost čelit nepřízni osudu;[40]
- čeština zná frázi „být někomu vrbou“ a vrby jsou chápány jako stromy, jimž se může člověk svěřit, motiv je užit například v básni Král Lávra Karla Havlíčka Borovského;
- známou fiktivní vrbou je Vrba mlátička z příběhů o Harrym Potterovi.

## Galerie

Vrba ve znaku švýcarského města Widnau
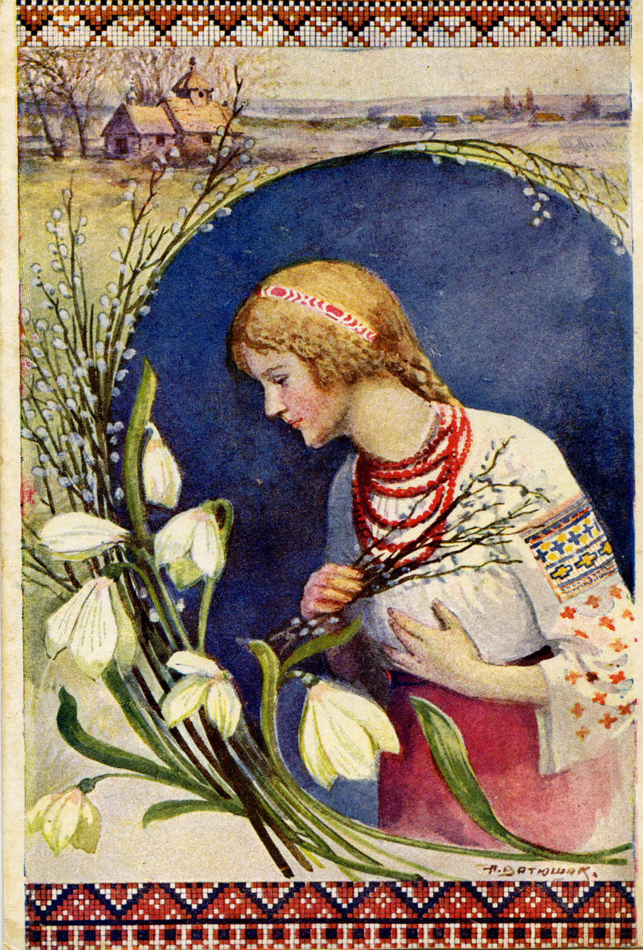
Kočičky spolu se sněženkami jako symbol jara na staré ruské pohlednici
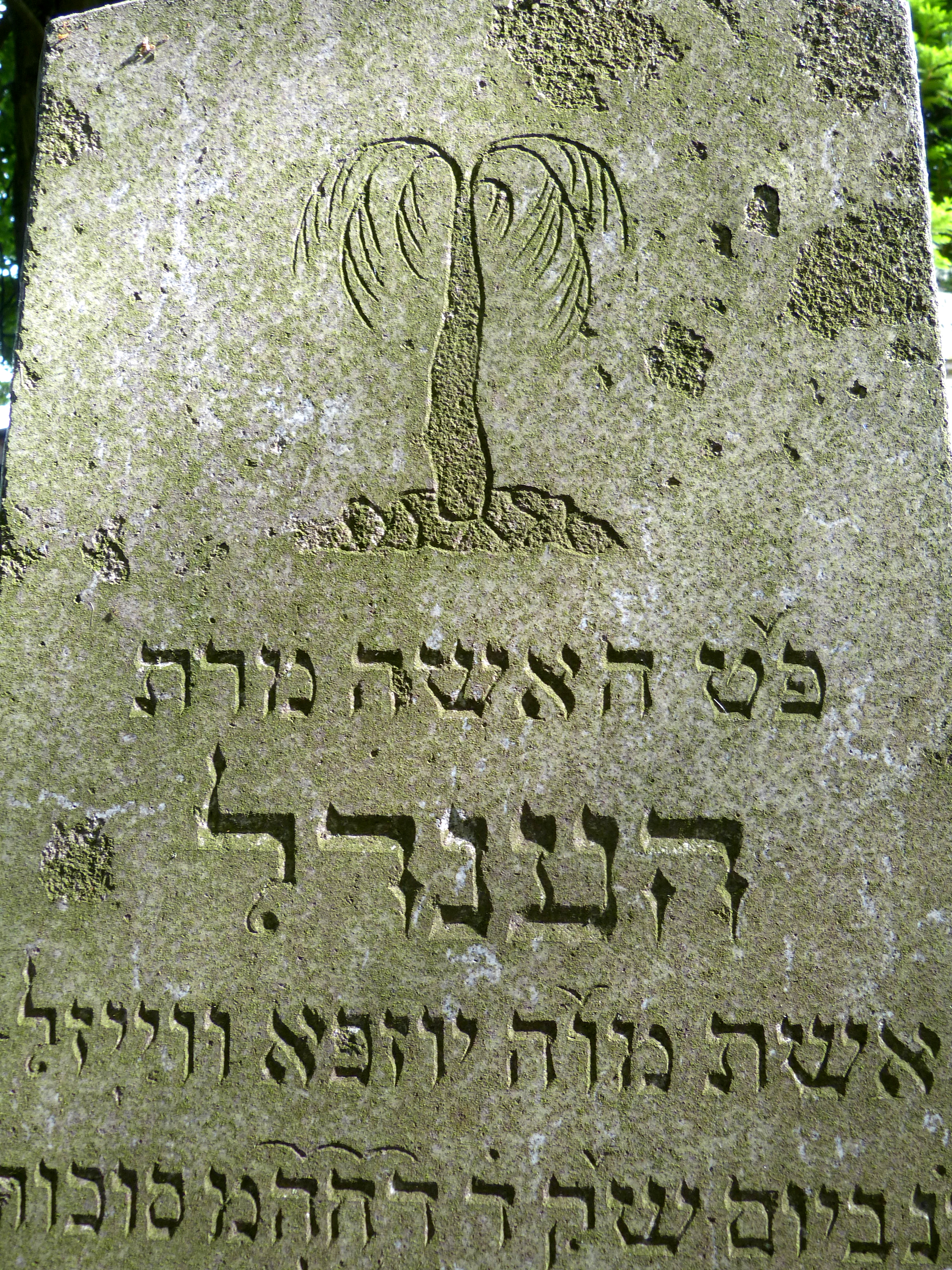
Symbol smuteční vrby na židovském náhrobku
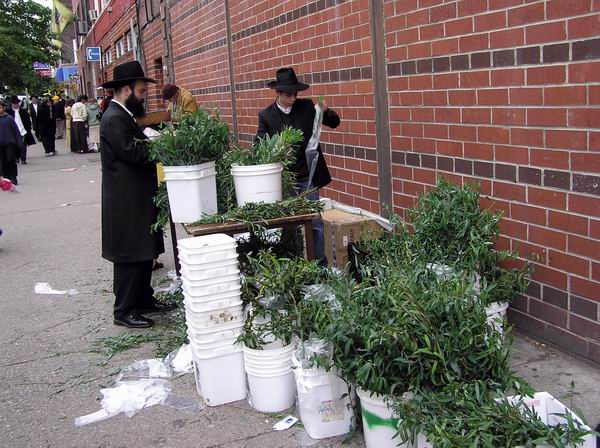
Prodej vrbových ratolestí před svátkem Sukot v newyorském Brooklynu
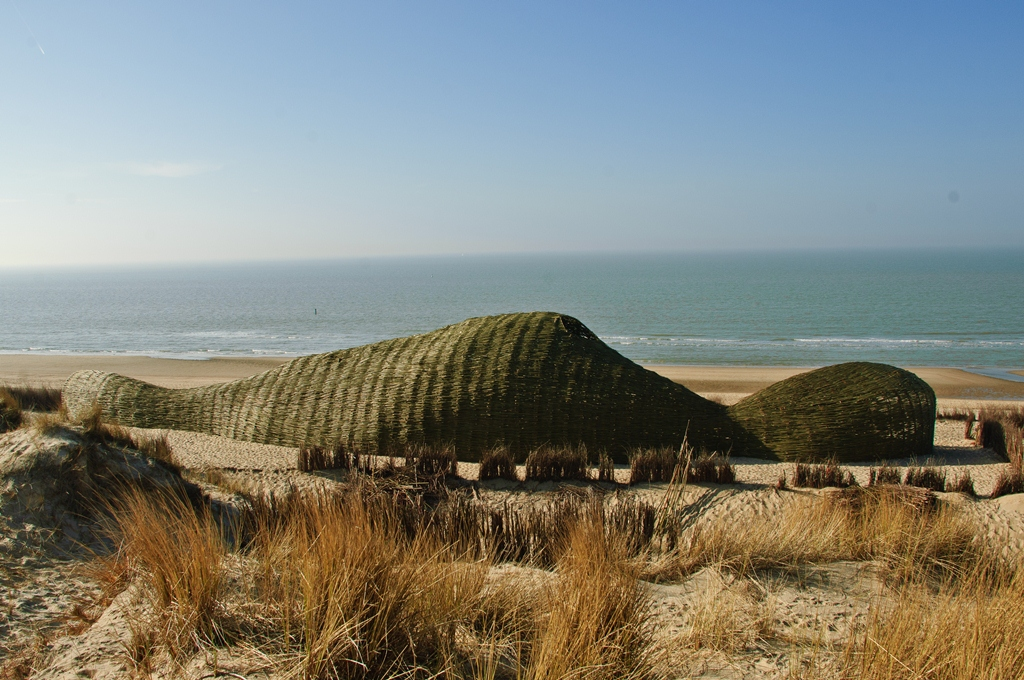
Sandworm – Instalace z vrbového proutí na pláži v Belgii
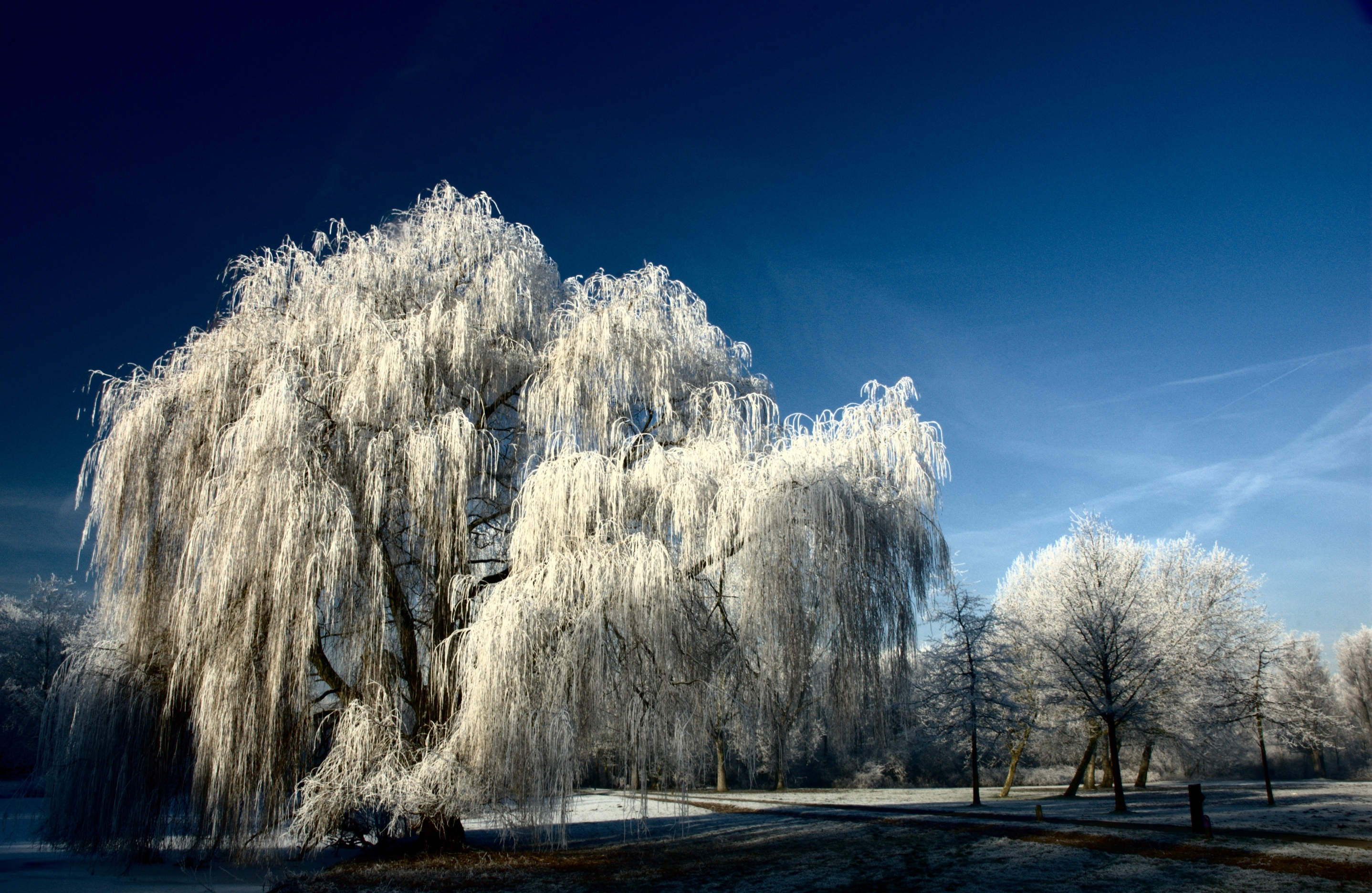
Typický habitus vzrostlé smuteční vrby v zimním parku
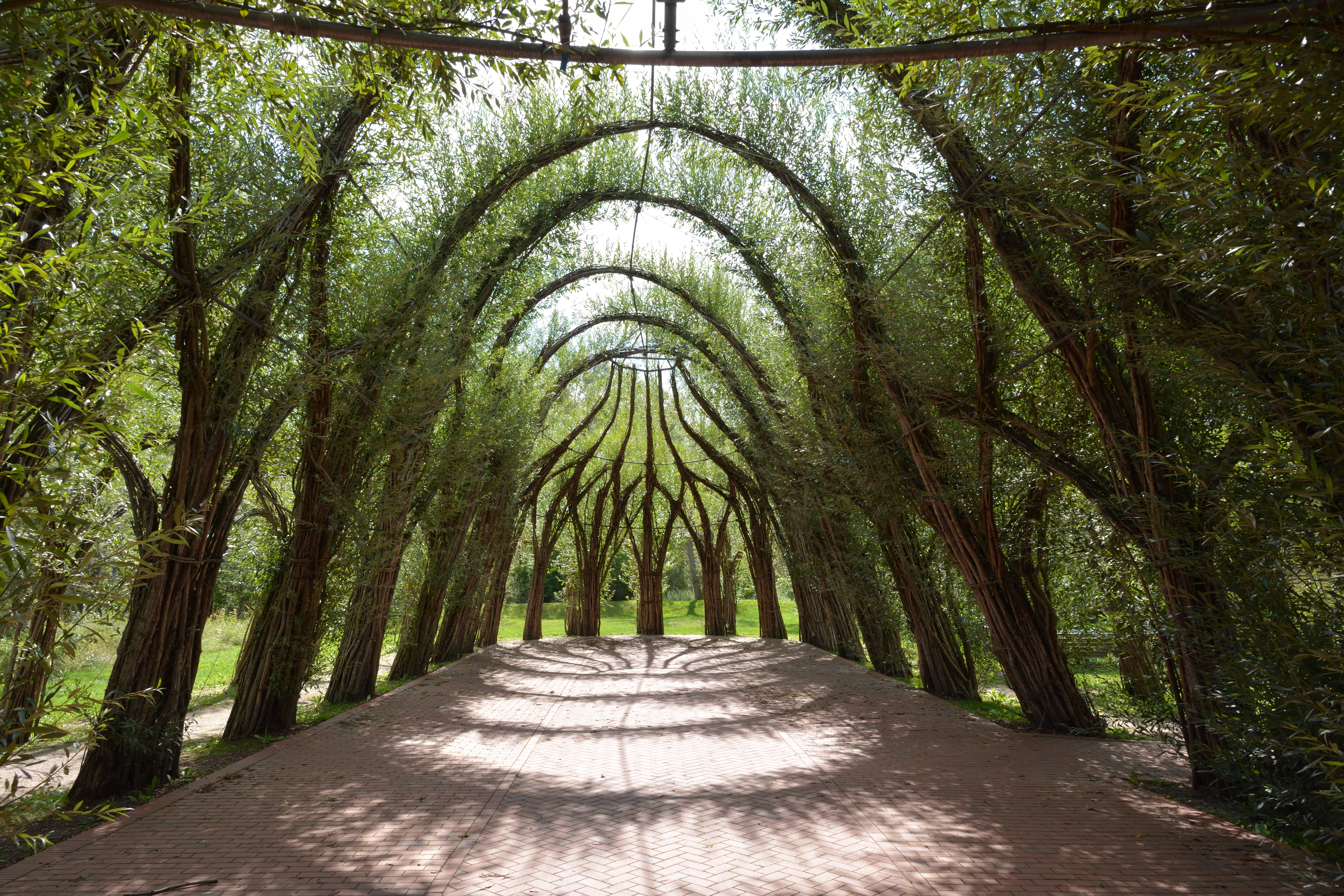
Vrbová architektura v Rostocku, Německo
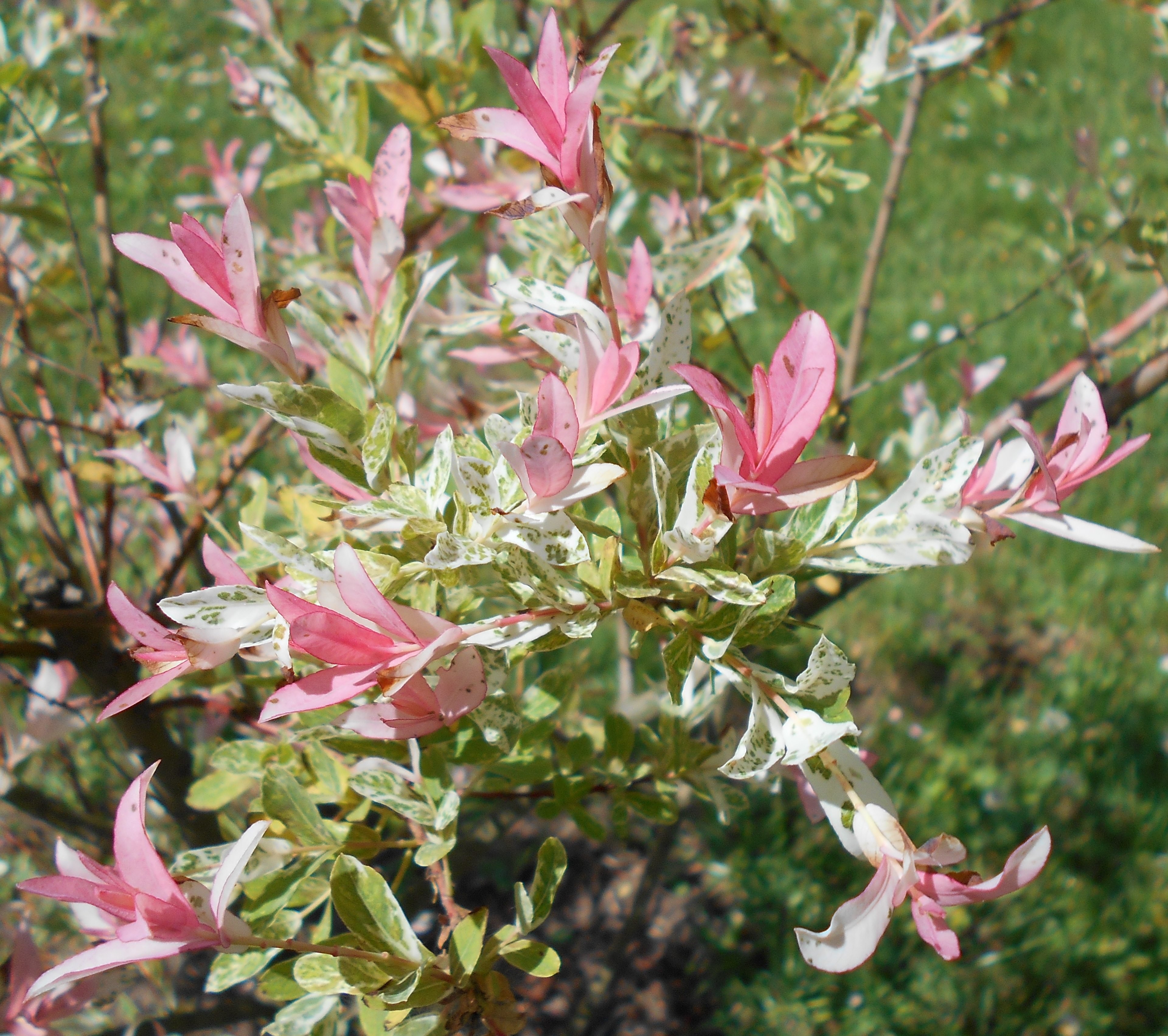
Barevný kultivar vrby celolisté (Salix integra)
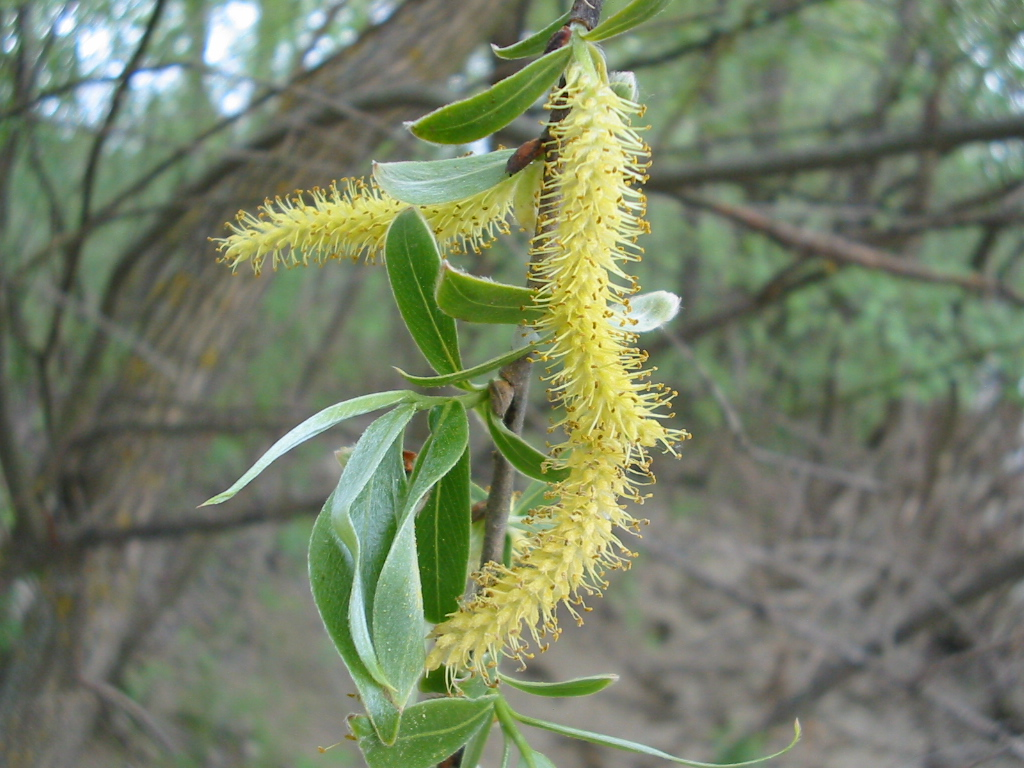
Samčí jehnědy a mladé listy
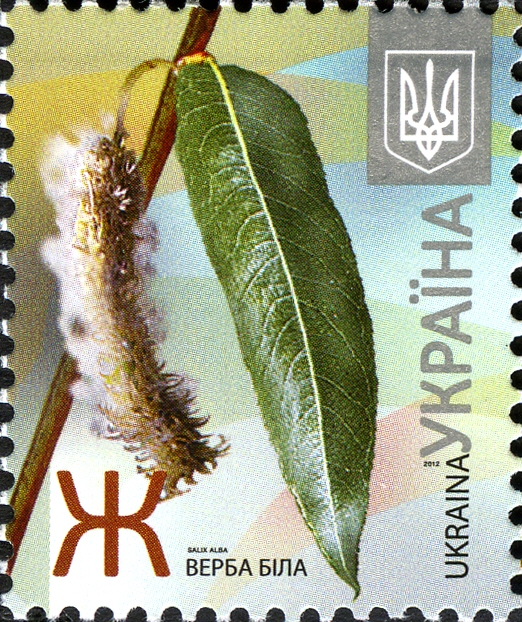
Vrba bílá na ukrajinské poštovní známce